# Eliud Kipchoge
Eliud Kipchoge (Kapsisiywa, 5 novembre 1984) è un maratoneta e mezzofondista keniota.
In carriera è stato campione mondiale dei 5000 metri piani a Parigi Saint-Denis 2003 e duplice campione olimpico di maratona a Rio de Janeiro 2016 e Tokyo 2020.
Il 12 ottobre 2019 a Vienna corre per primo la distanza di una maratona in meno di due ore, fermando il cronometro a 1h59'40". La prestazione, tuttavia, non costituisce record in quanto non è stata ottenuta in una vera gara, bensì nel corso di un evento appositamente costruito ed in condizioni non regolamentari. Nel corso della prova Kipchoge ha usufruito di numerose lepri allo scopo di ottenere il risultato cercato.

## Biografia
Il 6 maggio 2017, nel corso dell'evento "Breaking2" organizzato dalla Nike all'Autodromo nazionale di Monza, ha corso la maratona nel tempo di 2h00'25", risultato inferiore di 2 minuti e 32 secondi al record mondiale dell'epoca, ma tuttavia non omologabile a causa delle modalità di svolgimento della corsa.
Il 16 settembre 2018 realizza il record mondiale di maratona alla Maratona di Berlino, correndo in 2h01'39". Il 4 dicembre 2018 viene premiato come atleta mondiale dell'anno dalla IAAF. Il 28 aprile 2019 realizza quello che in quel momento è il secondo miglior crono di sempre in maratona, correndo a Londra in 2h02'37".
Il 12 ottobre 2019, al Prater di Vienna, in un circuito appositamente preparato per l'occasione e con la collaborazione di 41 lepri, corre la maratona in 1h59'40", diventando il primo atleta a scendere sotto le 2 ore. Il record non sarà omologato dalla IAAF perché realizzato in condizioni privilegiate.
Nel 2021 ha preso parte ai Giochi olimpici di Tokyo, dove ha conquistato la sua seconda medaglia d'oro olimpica nella maratona, dopo quella ottenuta nel 2016 ai Giochi di Rio. Non accadeva da oltre 40 anni che un maratoneta riuscisse a difendere il titolo olimpico conquistato nell'edizione precedente. Prima di lui infatti solo Abebe Bikila ('60 e '64) e il tedesco dell'est Waldemar Cierpinski ('76 e '80) riuscirono a centrare la doppietta olimpica consecutiva.
Il 25 settembre 2022 ha vinto la Maratona di Berlino, stabilendo il nuovo record mondiale in 2h01'09", primato poi perso appena un anno dopo in favore del giovane connazionale Kelvin Kiptum che a Chicago abbassa notevolmente il tempo fatto segnare da Kipchoge. 

## Palmarès
| Anno | Manifestazione             | Sede           | Evento       | Risultato | Prestazione | Note                  |
| ---- | -------------------------- | -------------- | ------------ | --------- | ----------- | --------------------- |
| 2002 | Mondiali di cross          | Dublino        | Corsa U20    | 5º        | 23'39"      |                       |
| 2003 | Mondiali di cross          | Losanna        | Corsa U20    | Oro       | 22'47"      |                       |
| 2003 | Mondiali                   | Saint-Denis    | 5000 m piani | Oro       | 12'52"79    | Record dei campionati |
| 2004 | Mondiali di cross          | Bruxelles      | Corsa lunga  | 4º        | 36'34"      |                       |
| 2004 | Giochi olimpici            | Atene          | 5000 m piani | Bronzo    | 13'15"10    |                       |
| 2005 | Mondiali di cross          | Saint-Galmier  | Corsa lunga  | 5º        | 35'37"      |                       |
| 2005 | Mondiali                   | Helsinki       | 5000 m piani | 4º        | 13'33"04    |                       |
| 2006 | Mondiali indoor            | Mosca          | 3000 m piani | Bronzo    | 7'42"58     |                       |
| 2007 | Mondiali                   | Osaka          | 5000 m piani | Argento   | 13'46"00    |                       |
| 2008 | Giochi olimpici            | Pechino        | 5000 m piani | Argento   | 13'02"80    |                       |
| 2009 | Mondiali                   | Berlino        | 5000 m piani | 5º        | 13'18"95    |                       |
| 2010 | Giochi del Commonwealth    | Delhi          | 5000 m piani | Argento   | 13'31"32    |                       |
| 2011 | Mondiali                   | Taegu          | 5000 m piani | 7º        | 13'27"27    |                       |
| 2012 | Mondiali di mezza maratona | Kavarna        | Individuale  | 6º        | 1h01'52"    |                       |
| 2016 | Giochi olimpici            | Rio de Janeiro | Maratona     | Oro       | 2h08'44"    |                       |
| 2021 | Giochi olimpici            | Tokyo          | Maratona     | Oro       | 2h08'38"    |                       |
| 2024 | Giochi olimpici            | Parigi         | Maratona     | dnf       | dnf         |                       |

## Campionati nazionali
2002
- Oro ai campionati kenioti juniores, 5000 m piani - 13'32"7

2004
- Oro ai campionati kenioti di corsa campestre - 35'19"

2005
- Oro ai campionati kenioti di corsa campestre

## Altre competizioni internazionali
2002
- Argento al Cross di Alà dei Sardi ( Alà dei Sardi) - 29'53"

2003
- Bronzo ai Bislett Games ( Oslo), 5000 m piani - 12'52"61
- 4º al Meeting de Paris ( Parigi), 5000 m piani - 12'55"52
- Argento al Memorial Van Damme ( Bruxelles), 3000 m piani - 7'30"91
- Oro alla World Athletics Final ( Monaco), 5000 m piani - 13'23"34

2004
- Oro al Golden Gala ( Roma), 5000 m piani - 12'46"53
- Oro al Memorial Van Damme ( Bruxelles), 3000 m piani - 7'27"72
- Oro alla World Athletics Final ( Monaco), 3000 m piani - 7'38"67
- Oro al Cross di Alà dei Sardi ( Alà dei Sardi) - 31'57"

2005
- Oro al Prefontaine Classic ( Eugene), 2 miglia - 8'07"68
- Argento al Golden Gala ( Roma), 5000 m piani - 12'52"76
- Oro al Memorial Van Damme ( Bruxelles), 5000 m piani - 12'50"22
- Argento alla World Athletics Final ( Monaco), 3000 m piani - 7'38"95
- Oro alla San Silvestre Vallecana ( Madrid) - 27'34"

2006
- Argento al Prefontaine Classic ( Eugene), 2 miglia - 8'12"29
- 6º al Golden Gala ( Roma), 5000 m piani - 12'54"94
- Bronzo all'Athletissima ( Losanna), 3000 m piani - 7'33"35
- 7º alla World Athletics Final ( Stoccarda), 3000 m piani - 7'41"46
- Oro alla San Silvestre Vallecana ( Madrid) - 26'54"

2007
- 6º al Prefontaine Classic ( Eugene), miglio - 3'57"19
- Argento al Golden Gala ( Roma), 5000 m piani - 13'02"10
- Argento al Memorial Van Damme ( Bruxelles), 5000 m piani - 12'50"38
- 6º alla World Athletics Final ( Stoccarda), 3000 m piani - 7'50"93
- 5º alla World Athletics Final ( Stoccarda), 5000 m piani - 13'40"49

2008
- Oro al Memorial Van Damme ( Bruxelles), 5000 m piani - 13'06"12
- Argento alla Cinque Mulini ( San Vittore Olona) - 31'22"
- Argento al Cross di Alà dei Sardi ( Alà dei Sardi) - 32'09"
- Argento al Golden Gala ( Roma), 5000 m piani - 13'05"26
- 5º alla World Athletics Final ( Stoccarda), 5000 m piani - 13'24"13

2009
- Oro al Qatar Athletic Super Grand Prix ( Doha), 3000 m piani - 7'38"24
- 9º alla World Athletics Final ( Salonicco), 3000 m piani - 8'07"26
- 6º al Prefontaine Classic ( Eugene), 3000 m piani - 7'38"24
- Oro al Campaccio ( San Giorgio su Legnano) - 29'54"

2010
- 4º al DN Galan ( Stoccolma), 5000 m piani - 12'54"36
- 4º al Prefontaine Classic ( Eugene), 5000 m piani - 13'01"17
- 14º ai Bislett Games ( Oslo), 5000 m piani - 13'09"89
- 12º al Golden Gala ( Roma), 5000 m piani - 13'18"30
- Argento al Campaccio ( San Giorgio su Legnano) - 28'53"

2011
- Bronzo alla Doha Diamond League ( Doha), 3000 m piani - 7'27"66
- Bronzo all'Athletissima ( Losanna), 5000 m piani - 12'59"71
- 6º all'Herculis ( Monaco), 5000 m piani - 12'59"01
- 5º al Memorial Van Damme ( Bruxelles), 10000 m piani - 26'53"27

2012
- Argento alla Doha Diamond League ( Doha), 3000 m piani - 7'31"40

2013
- Argento alla Maratona di Berlino ( Berlino) - 2h04'05"
- Oro alla Mezza maratona di Barcellona ( Barcellona) - 1h00'04"

2014
- Oro alla Maratona di Rotterdam ( Rotterdam) - 2h05'00"
- Oro alla Maratona di Chicago ( Chicago) - 2h04'11"
- Oro alla Mezza maratona di Barcellona ( Barcellona) - 1h00'52"
- Argento al Giro podistico internazionale di Castelbuono ( Castelbuono) - 30'36"

2015
- Oro alla Maratona di Londra ( Londra) - 2h04'42"
- Oro alla Maratona di Berlino ( Berlino) - 2h04'00"

2016
- Oro alla Maratona di Londra ( Londra) - 2h03'05"
- Oro alla Mezza maratona di Delhi ( Nuova Delhi) - 59'44"

2017
- Oro alla Maratona di Berlino ( Berlino) - 2h03'32"

2018
- Oro alla Maratona di Londra ( Londra) - 2h04'17"
- Oro alla Maratona di Berlino ( Berlino) - 2h01'39"

2019
- Oro alla Maratona di Londra ( Londra) - 2h02'37"

2020
- 8º alla Maratona di Londra ( Londra) - 2h06'47"

2021
- Oro alla Maratona di Enschede ( Enschede) - 2h04'30"

2022
- Oro alla Maratona di Tokyo ( Tokyo) - 2h02'40"
- Oro alla Maratona di Berlino ( Berlino) - 2h01'09"

2023
- 6º alla Maratona di Boston ( Boston) - 2h09'23"
- Oro alla Maratona di Berlino ( Berlino) - 2h02'42"

2024
- 10º alla Maratona di Tokyo ( Tokyo) - 2h06'50"

2025
- 6º alla Maratona di Londra ( Londra) - 2h05'25"

## World Marathon Majors
| World Marathon Majors | 2013             | 2014         | 2015         | 2016         | 2017         | 2018         | 2019         | 2020        | 2021         | 2022         | 2023         |
| --------------------- | ---------------- | ------------ | ------------ | ------------ | ------------ | ------------ | ------------ | ----------- | ------------ | ------------ | ------------ |
| Maratona di Tokyo     | -                | -            | -            | -            | -            | -            | -            | -           | -            | Oro 2h02'40" | -            |
| Maratona di Boston    | -                | -            | -            | -            | -            | -            | -            | -           | -            | -            | 6° 2h09'23"  |
| Maratona di Londra    | -                | -            | Oro 2h04'42" | Oro 2h03'05" | -            | Oro 2h04'17" | Oro 2h02'37" | 8º 2h06'49" | -            | -            | -            |
| Maratona di Berlino   | Argento 2h04'05" | -            | Oro 2h04'00" | -            | Oro 2h03'32" | Oro 2h01'39" | -            | -           | -            | Oro 2h01'09" | Oro 2h02'42" |
| Maratona di Chicago   | -                | Oro 2h04'11" | -            | -            | -            | -            | -            | -           | -            | -            |              |
| Maratona di New York  | -                | -            | -            | -            | -            | -            | -            | -           | -            | -            |              |
| Giochi olimpici       |                  |              |              | Oro 2h08'44" |              |              |              |             | Oro 2h08'38" |              |              |
| Mondiali              |                  |              |              |              |              |              |              |             |              |              |              |

## Riconoscimenti
- Atleta mondiale dell'anno (2018, 2019)
- Atleta mondiale emergente dell'anno (2003)